# Nový Les (Slezské Rudoltice)

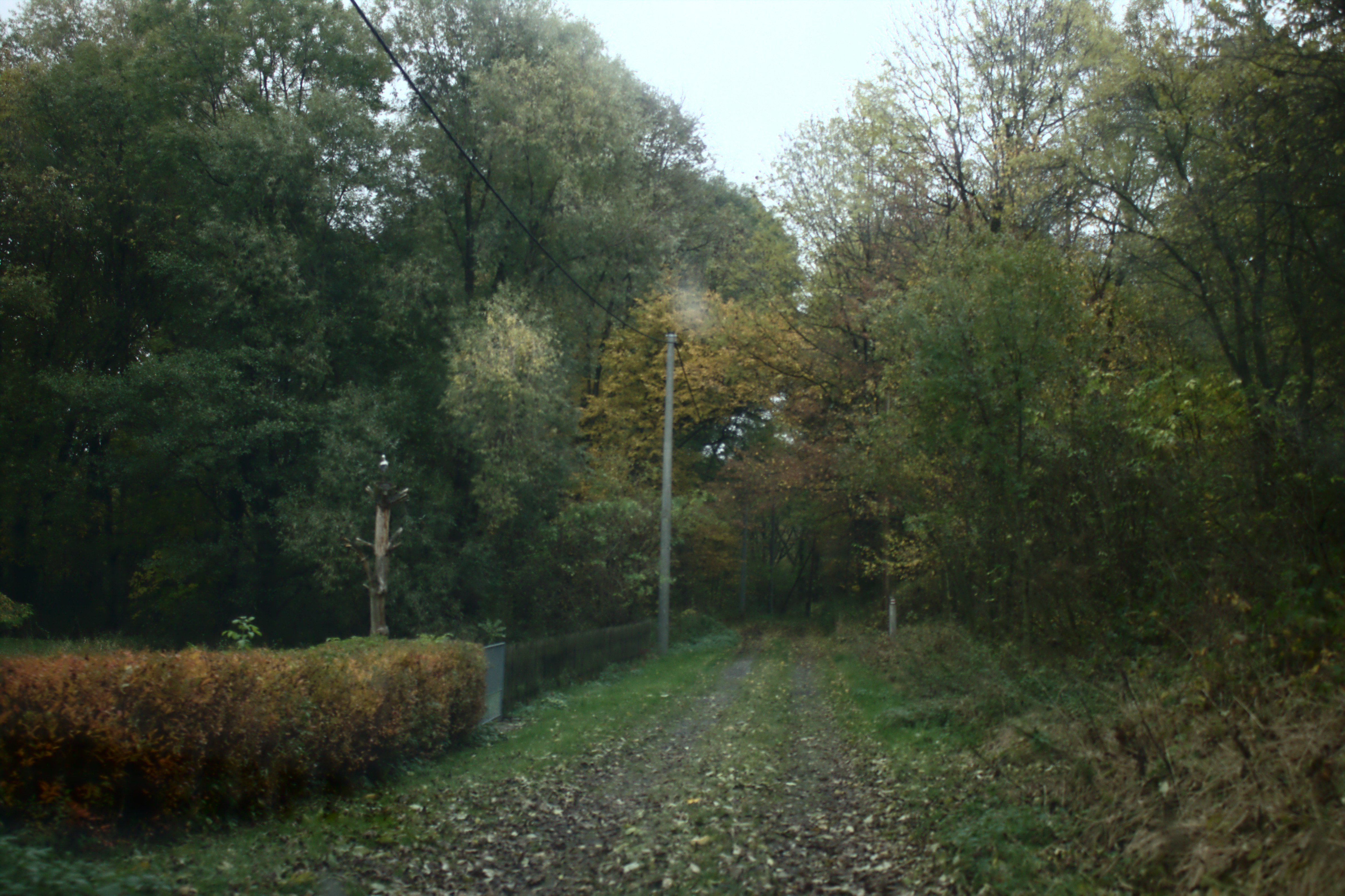
Fahrweg in Nový Les

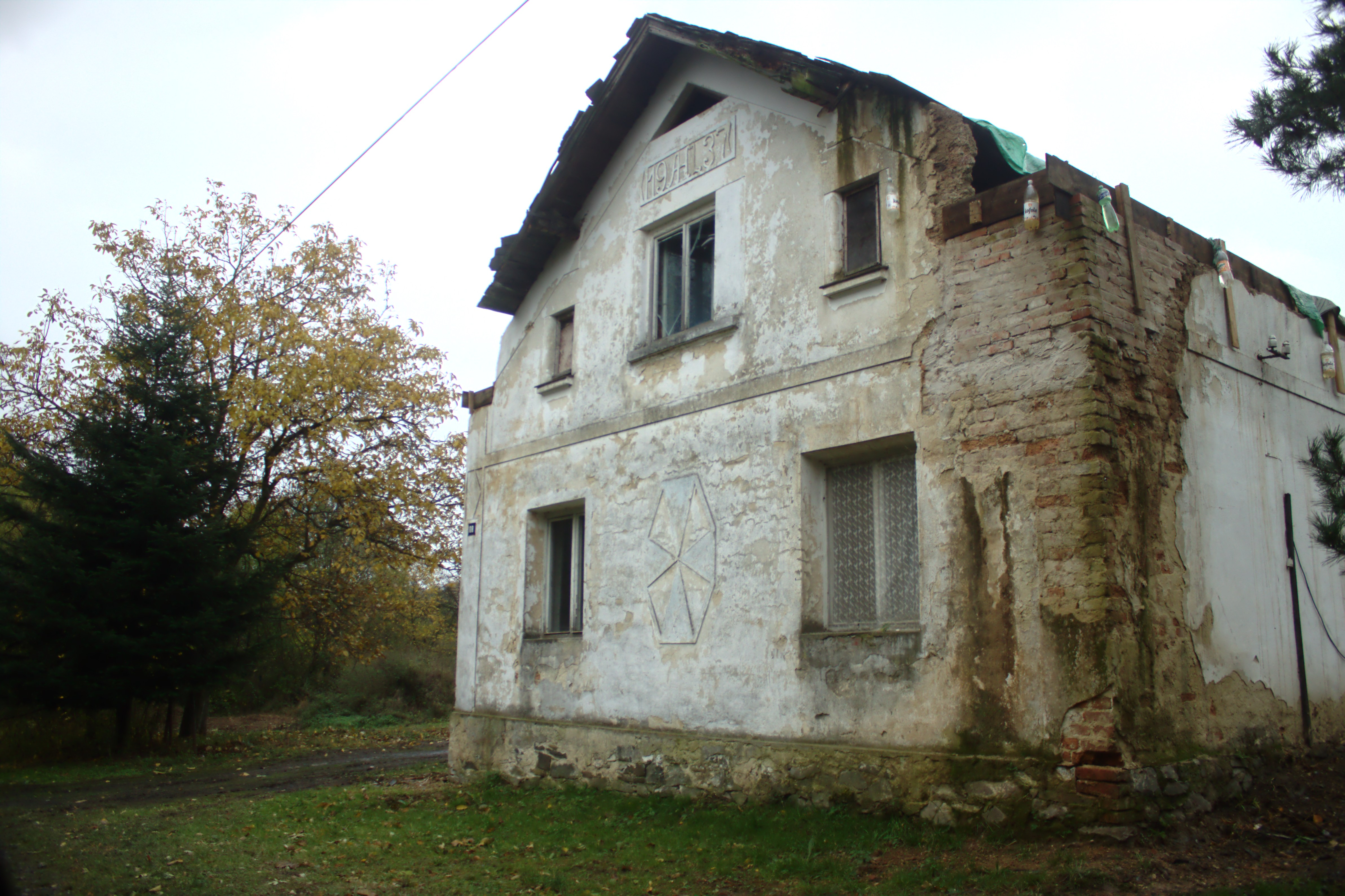
Ruine des Hauses Nr. 108

Nový Les (deutsch Neuwald) ist eine Grundsiedlungseinheit der Gemeinde Slezské Rudoltice (Roßwald) in Tschechien. Sie liegt sechs Kilometer nordöstlich von Město Albrechtice (Olbersdorf) und gehört zum Okres Bruntál. Das Dorf ist heute weitgehend erloschen.

## Geographie
Der als Reihendorf angelegte Ort befindet sich im Tal eines linken Zuflusses zur Lužná (Roßwalder Mühlbach) am Rande der Zlatohorská vrchovina (Zuckmanteler Bergland) in der Jindřichovská pahorkatina (Hennersdorfer Hügelland). Nördlich erhebt sich der Helenin výhled (394 m. n.m.), im Südosten der Nad Hájenkou (358 m. n.m.), südlich der Vínský kopec (429 m. n.m.), im Südwesten der Hradiště (Schlossberg, 474 m. n.m.), die Květnice (Felchenberg, 520 m. n.m.) und der Obecní vrch (Gemeindeberg, 568 m. n.m.) sowie westlich die Kobyla (574 m. n.m.). Gegen Südwesten erstreckt sich der Wildpark Víno.
Nachbarorte sind Horní Povelice (Ober Paulowitz) im Norden, Amalín (Amalienfeld) und Ves Rudoltice (Dorf Roßwald) im Nordosten, Městys Rudoltice (Markt Roßwald), Nový Dvůr und Równe (Roben) im Osten, Víno (Weine) im Südosten, Pelhřimovy (Mährisch Pilgersdorf) und Piskořov (Peischdorf) im Süden, Biskupice (Bischofwalde) und Rudíkovy (Reigelsdorf) im Südwesten, Třemešná (Röwersdorf) im Westen sowie Bučávka (Butschafka) im Nordwesten.

## Geschichte
Die im südwestlichsten Teil der Gemarkung befindliche slawische Burgstätte auf dem Hradiště gehört zu den ältesten Anlagen dieser Art in der Gegend. Der Hradiště war seit dem 7. Jahrhundert besiedelt und wurde im 8. Jahrhundert befestigt.
Neuwald wurde in der zweiten Hälfte des 16. Jahrhunderts durch die Herren von Füllstein gegründet und 1571 erstmals schriftlich erwähnt. Im Jahre 1582 wurde das zum bischöflichen Lehngut Roßwald gehörige neue Dorf als Neywald bezeichnet. Weitere Namensformen waren Neuwald (1630 und ab 1720), Newwaldt (1676), Neuwalt (1718), Neuwalde (zwischen 1751 und 1798) und Neuwalda (1771). Bis 1783 gehörte Neuwald – wie die anderen mährischen Enklaven – zum Prerauer Kreis, danach zum Troppauer Kreis.
Im Jahre 1835 bestand Neuwald aus 43 Häusern mit 295 deutschsprachigen und katholischen Einwohnern, die von der Landwirtschaft lebten. Im Ort gab es einen Erbrichter und eine Schule. Pfarrort war Markt Roßwald. Die Nutzfläche umfasste 120 Joch fruchtbares Ackerland. Das Dorf war Teil der großen mährischen Enklave Hotzenplotz. Bis zur Mitte des 19. Jahrhunderts blieb Neuwald der Lehnsherrschaft Roßwald untertänig.
Nach der Aufhebung der Patrimonialherrschaften bildete Neuwald / Nový Les ab 1849 einen Ortsteil der Gemeinde Dorf Roßwald im Gerichtsbezirk Hotzenplotz. Ab 1869 gehörte Neuwald zum Bezirk Jägerndorf. Zu dieser Zeit hatte das Dorf 272 Einwohner und bestand aus 44 Häusern. 1888 löste sich Neuwald von Dorf Roßwald los und bildete eine eigene Gemeinde. Im Jahre 1900 lebten in Neuwald 218 Personen, 1910 waren es 205. Nach dem Ende des Ersten Weltkrieges 1918 wurde Neuwald Teil der neugegründeten Tschechoslowakei.
Beim Zensus von 1921 lebten in den 52 Häusern der Gemeinde 195 Deutsche. Im Jahre 1930 bestand Neuwald aus 51 Häusern und hatte 202 Einwohner; 1939 waren es 193. Nach dem Münchner Abkommen wurde das Dorf im Herbst 1938 dem Deutschen Reich zugesprochen und gehörte bis 1945 zum Landkreis Jägerndorf. Nach dem Ende des Zweiten Weltkrieges wurde Nový Les wieder Teil der Tschechoslowakei. Die deutschsprachige Bevölkerung wurde 1946 fast vollständig vertrieben. Im Jahre 1950 lebten in den 13 Häusern von Nový Les nur noch 31 Personen. Am 22. August 1951 wurde Nový Les gegen den Willen seiner Bewohner nach Slezské Rudoltice eingemeindet. In der zweiten Hälfte des 20. Jahrhunderts erfolgte der Abriss der meisten Häuser. Im Jahre 1961 wurde das Dorf in den Okres Bruntál umgegliedert. Im Jahre 1970 war Nový Les unbewohnt. Mit Beginn des Jahres 1971 verlor Nový Les seinen Status als Ortsteil von Slezské Rudoltice. Die verfallene Kapelle wurde 1997 von der Gemeinde Slezské Rudoltice abgerissen. Beim Zensus von 2011 lebten in den sechs Häusern von Nový Les sieben Personen.

## Ortsgliederung
Die Grundsiedlungseinheit Nový Les gehört zum Ortsteil Slezské Rudoltice und bildet einen Katastralbezirk.

## Söhne und Töchter des Ortes
- Otto Just (* 1883), Unternehmer und Bürgermeister von Jägerndorf

## Sehenswürdigkeiten
- Wegkreuz
- Grundmauern der Kapelle
- Reste einer großen slawischen Burgstätte aus dem 7. und 8. Jahrhundert mit ovalem Grundriss auf dem Hradiště. Die Anlage liegt im Wildpark Víno und ist nicht öffentlich zugänglich.